# 木腐真菌

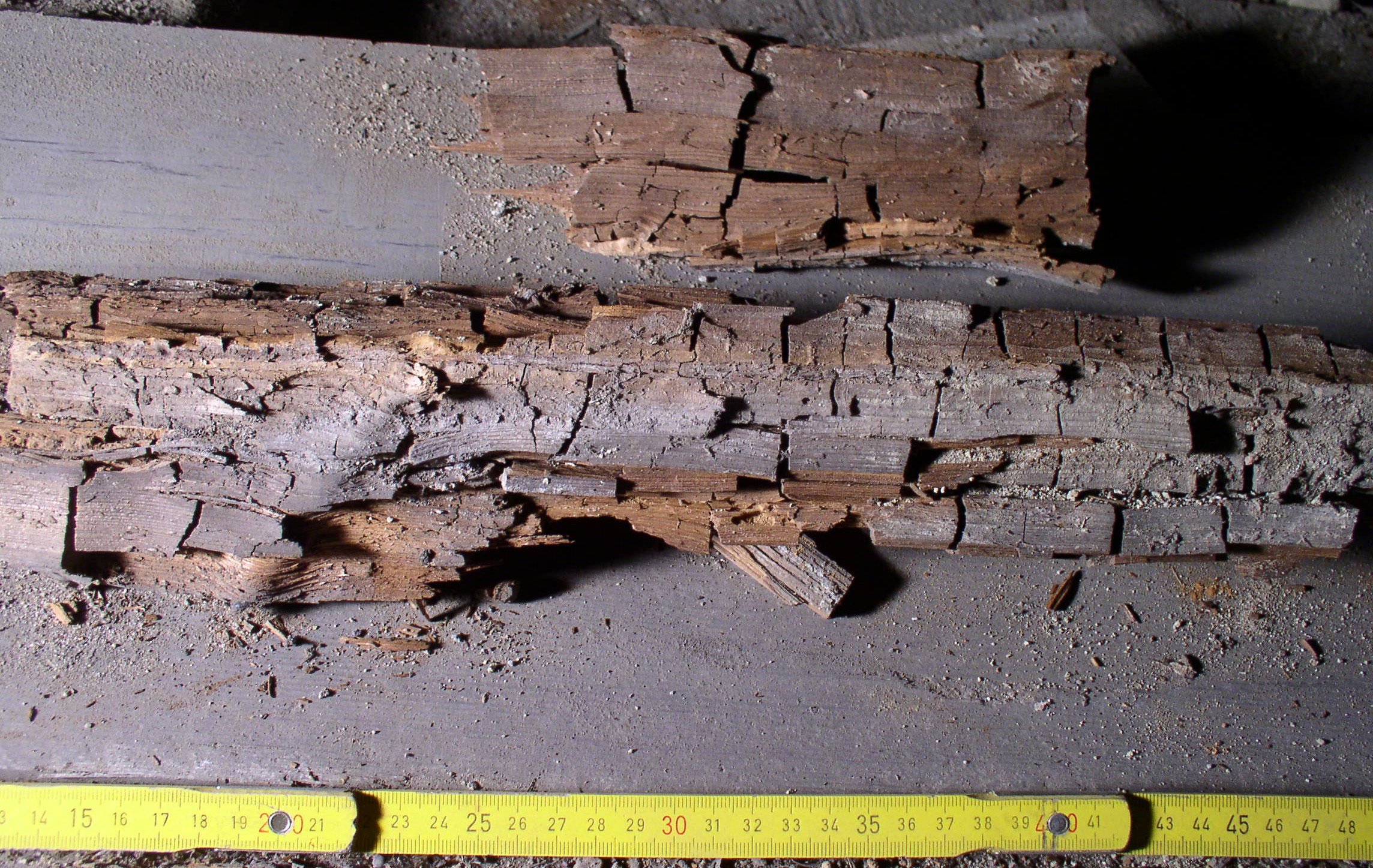
由幹腐菌引發的木材腐朽

木腐真菌是指一類能在树木上生長並侵入木材組織分解木材的真菌，大多數的木腐真菌只能在枯死的树木上進行生長，例如褐腐真菌，但仍有少數腐菌能攻擊活樹，如蜜環菌屬。真菌在木材上生長和繁殖需要有高於纖維飽和點以上的水分 ，當真菌滲入木材的纖維結構後，能產生酶來攻擊木材組織，分解複雜分子並將養分送回土壤 。不同的木腐真菌所產生的酶不同，可以降解不同的木材成分，並產生不同的木材腐朽形態
，並可藉此將木材腐朽真菌大致區分為褐腐、軟腐和白腐真菌。 由不同真菌作用分解的殘留物具有不同的酸鹼度、溶解度和氧化還原電勢，這些殘留物最後會變成土壤中的沈積物，隨著時間的累積，可能對該地區的環境產生顯著影響。目前全世界约有5,000余种木腐真菌。

## 褐腐真菌

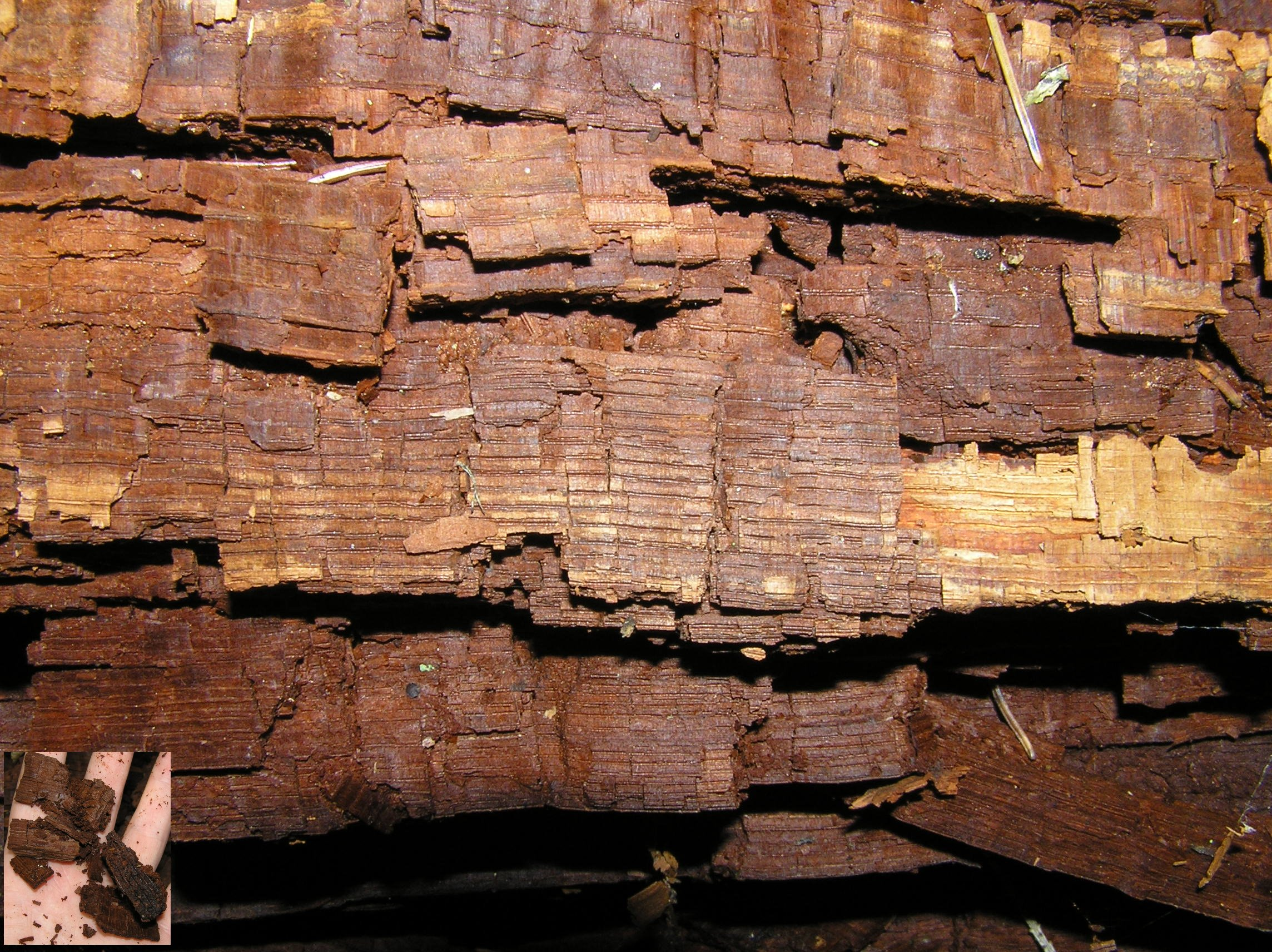
一塊橡木上的褐腐真菌

褐腐真菌會分解木材中的半纖維素和纖維素。纖維素是藉由半纖維素分解過程中產生的過氧化氫(H2O2)來分解。 由於過氧化氫的分子小，因此能在木材中迅速擴散，影響超出真菌菌絲周圍的木材。因為無法破壞木質素，所以植物細胞的形狀不會被破壞，但分解後會導致木材收縮破裂，呈現褐色的塊狀(cubical)龜裂。
褐腐真菌主要為擔子菌，大多在針葉樹上生長，具有特殊經濟意義的褐腐真菌包括Serpula lacrymans，Fibroporia vaillantii和Coniophora puteana，因為它們可能會侵蝕建築物中的木材。褐腐真菌分解的特徵是將木質素廣泛地去甲基化，而白腐菌則是只有產生少量的去甲基官能基團分子。
在熱帶氣候或溫帶地區的南方很少有褐腐真菌，褐腐真菌主要位於北迴歸線以北（北緯23.5度），並且大多數位於北緯35度以北，大致分佈在北方。那些在北緯23.5°到35°之間的褐腐真菌，通常是在高海拔地區的松樹林或溫帶針葉林如落磯山脈或喜馬拉雅山脈中發現。

## 軟腐真菌
軟腐真菌不同於其他木材腐朽真菌，需要較高的固定氮（約１％）才能合成酶，通常需要由木材本身或周圍的環境來提供氮源。軟腐真菌會從其菌絲分泌纖維素酶來分解木材中的纖維素 ，這會造常木材內部產生微小的空腔，有時會造成類似於褐腐的變色和開裂現象。 引起軟腐的真菌有 Chaetomium、 Ceratocystis和Kretzschmaria deusta。
軟腐真菌的分解效率不如白腐真菌，但能夠在褐腐真菌或白腐真菌無法棲息的條件下生長，同時還可以分解具有高含量抗生物侵蝕化合物的木材。樹皮作為植物保護內部脆弱組織的第一層防護，許多木本植物的樹皮中含有高濃度的單寧，這很難使真菌分解，而木栓質更是可以有效阻擋微生物的屏障。

## 白腐真菌
白腐真菌不只能分解纖維素和半纖維素，更能分解木質素因此改變了木材的質地，使木材變成潮濕柔軟的海綿狀或絲狀殘骸，顏色則變成了白色或黃色（因為木材的顏色主要來至木質素及二次代謝物的累積） 由於白腐真菌能夠產生分解木質素和其他複雜有機分子所需的酶（如漆酶），因此已有科學家研究其應用於真菌修復的可行性。白腐真菌的分解作用涉及多種酶，其中一些直接氧化木質素。 ，木質素的的側鏈丙基會因為分解作用而降低。 據研究，秀珍菇（平菇）會優先降解木質素而不是多醣 ，這點不同於其他的白腐真菌（如Phanerochaete chrysosporium），它們對木質纖維素沒有選擇性，而Honey mushroom (Armillaria spp.) 則是一種可攻擊活樹的白腐真菌。
平菇是一種普遍被培養的白腐真菌 ，但並不是活體寄生真菌，不會在活樹上生長，除非樹木已經死亡 。其他白腐真菌如 turkey tail, artist's conk, 和 tinder fungus.白腐真菌在世界各地都有種植，可以作為食物的來源，例如常見的香菇（shiitake mushroom）在2003年時約佔菇總產量的25％。[15]

### 紅腐真菌

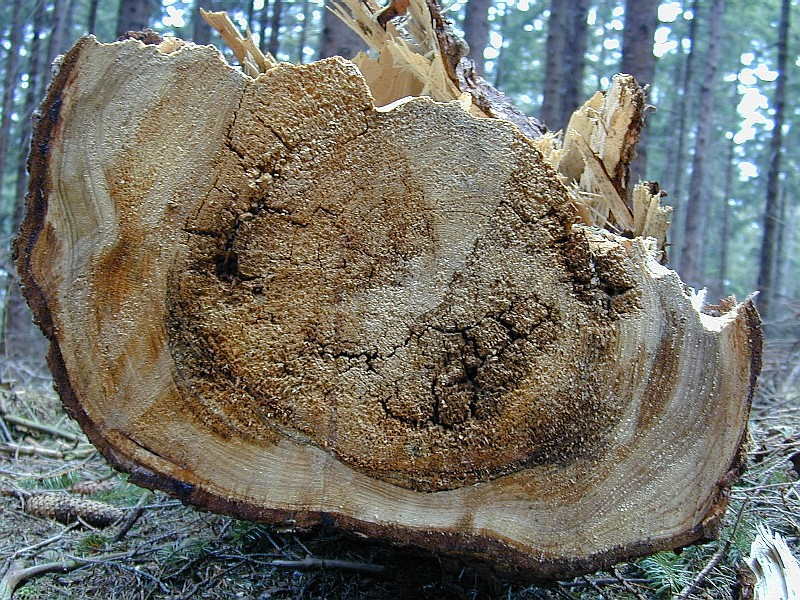
感染紅腐症之植株

為白腐真菌之子分類，得名於因造成木材損壞而在感染初期變色為紅色，此症狀因此稱之為紅腐症，如：棕黑蜜環菌（Armillaria ostoyae）和Heterobasidion annosum。

## 延伸閱讀
- Schwarze, Francis W. M. R.; Engels, Julia; Mattheck, Claus. . Springer. 2000  [2019-10-22]. ISBN 978-3-540-67205-0. （原始内容存档于2020-02-25）.
- Mycorrhizal fungi and soil carbon storage（英语：Mycorrhizal fungi and soil carbon storage）
- White, Robert H.; Ross, Robert J.  2nd. Madison, WI: United States Department of Agriculture, Forest Service, Forest Products Laboratory. November 2014  [31 January 2015].
- Wasser, Zmitrovich I. V.; Engels, Tura.  (PDF). Fungi from different substrates / J. K. Misra, J. P. Tewari, S. K. Deshmukh, C. Vágvölgyi (eds). N. Y.: CRC Press, Taylor and Francis group. 2014  [2019-10-22]. （原始内容存档 (PDF)于2016-03-04）.